# Aéroport de Linyi Shubuling
L'Aéroport de Linyi Shubuling (临沂沭埠岭机场) (code IATA : LYI • code OACI : ZSLY) est un aéroport desservant la ville de Linyi, dans la province de Shandong, en Chine.

## Compagnies aériennes et destinations
L'aéroport de Linyi propose les destinations suivantes:
| Compagnies             | Destinations                                                                        |
| ---------------------- | ----------------------------------------------------------------------------------- |
| China Eastern Airlines | Pékin-Capitale, Hangzhou-Xiaoshan, Shanghai-Hongqiao, Shanghai-Pudong, Xiamen-Gaoqi |
| China United Airlines  | Pékin-Nanyuan                                                                       |
| GX Airlines            | Changsha, Nanning                                                                   |
| Hongtu Airlines        | Kunming-Changshui                                                                   |
| Loong Air              | Changchun, Harbin Taiping, Shenzhen-Bao'an                                          |
| Shanghai Airlines      | Shanghai-Hongqiao                                                                   |
| Shenzhen Airlines      | Canton-Baiyun, Shenyang                                                             |
| Sichuan Airlines       | Changchun, Chengdu-Shuangliu, Xi'an-Xianyang                                        |
| Tianjin Airlines       | Dalian-Zhoushuizi, Ningbo, Wenzhou-Longwan, Yiwu                                    |
| Thai Smile             | Charter : Bangkok-Suvarnabhumi                                                      |

Édité le 13/04/2018